# Строкатка
Строкатка, або «степовий лемінг» (Lagurus) — рід ссавців з родини Arvicolidae (за іншими класифікаціями — підродини Arvicolinae родини хом'якові, Cricetidae).
Виключно степові гризуни, сучасне поширення яких обмежене степовими і напівпустельними районами Євразії.

## Види строкатки
Відомо кілька видів, проте більшість з них — вимерлі, які нерідко поділяють на кілька підродів (або й окремих родів) в межах триби Lagurini.
У сучасній фауні рід представлений одним видом — строкатка степова (Lagurus lagurus), відомим і у складі фауни України.
Найдавніші скам'янілості Lagurus, віднесені до †Lagurus arankae, з'являються в пізньому пліоцені. Інші 2 викопні види, †Lagurus pannonicus і †Lagurus transiens, вважаються частиною лінії, яка привела до сучасного виду, строкатки степової.